# Oleksandra Koraschwili
Oleksandra Nodarijiwna Koraschwili (ukrainisch Олександра Нодаріївна Корашвілі; * 1. März 1996 in Odessa) ist eine ukrainische Tennisspielerin.

## Karriere
Koraschwili, die am liebsten auf Hartplätzen spielte, begann im Alter von fünf Jahren mit dem Tennis.
Sie erreichte 2013 das Finale des Jurniorinnendoppels der Australian Open, gemeinsam mit Barbora Krejčíková als Doppelpartnerin, das sie gegen Ana Konjuh/Carol Zhao mit 7:5, 4:6, und [7:10] verloren. Auf der WTA Tour spielte sie erstmals im Hauptfeld beim Baku Cup 2012, mit Kamilla Farhad im Doppel.
Während ihrer Karriere gewann sie bisher drei Einzel- und 14 Doppeltitel des ITF Women’s Circuits.

## Turniersiege

### Einzel
| Nr. | Datum             | Turnier  | Kategorie   | Belag     | Finalgegnerin         | Ergebnis        |
| --- | ----------------- | -------- | ----------- | --------- | --------------------- | --------------- |
| 1.  | 30. November 2014 | Sousse   | ITF $10.000 | Hartplatz | Manon Arcangioli      | 6:3, 6:2        |
| 2.  | November 2015     | Nules    | ITF $10.000 | Sand      | Andrea Gámiz          | 6:4, 6:77, 7:63 |
| 3.  | 30. Oktober 2016  | Hammamet | ITF $10.000 | Sand      | Guadalupe Pérez Rojas | 5:7, 6:2, 6:1   |

### Doppel
| Nr. | Datum              | Turnier             | Kategorie   | Belag     | Partnerin               | Finalgegnerinnen                           | Ergebnis         |
| --- | ------------------ | ------------------- | ----------- | --------- | ----------------------- | ------------------------------------------ | ---------------- |
| 1.  | 4. Oktober 2012    | Bidar               | ITF $10.000 | Hartplatz | Rishika Sunkara         | Nungnadda Wannasuk Zhang Nannan            | 6:4, 7:5         |
| 2.  | 1. März 2013       | Netanya             | ITF $10.000 | Hartplatz | Polina Leikina          | Natela Dsalamidse Aminat Kuschchowa        | 6:4, 6:2         |
| 3.  | 5. April 2014      | Scharm asch-Schaich | ITF $10.000 | Hartplatz | Jana Fett               | Ola Abou Zekry Mayar Sherif                | 6:4, 7:5         |
| 4.  | 16. November 2014  | Sousse              | ITF $10.000 | Hartplatz | Natela Dsalamidse       | Harriet Dart Francesca Stephenson          | 6:3, 6:1         |
| 5.  | 22. November 2014  | Sousse              | ITF $10.000 | Hartplatz | Natela Dsalamidse       | Dea Herdželaš Jelena Simić                 | 6:3, 6:1         |
| 6.  | 5. April 2015      | Osprey              | ITF $50.000 | Sand      | Anhelina Kalinina       | Verónica Cepede Royg María Irigoyen        | 6:1, 6:4         |
| 7.  | 14. August 2015    | Kasan               | ITF $10.000 | Sand      | Polina Leikina          | Anastassija Frolowa Polina Merenkova       | kampflos         |
| 8.  | 18. September 2015 | Butscha             | ITF $10.000 | Sand      | Alena Fomina            | Olha Jantschuk Wiktorija Kan               | 6:4, 6:3         |
| 9.  | 16. Oktober 2015   | Melilla             | ITF $10.000 | Hartplatz | Estrella Cabeza Candela | Irene Burillo Escorihuela Isabelle Wallace | 6:3, 6:1         |
| 10. | 6. November 2015   | Vinaròs             | ITF $10.000 | Sand      | Estrella Cabeza Candela | Alicia Herrero Liñana Xenija Scharifowa    | 6:2, 4:6, [10:5] |
| 11. | 9. April 2016      | Scharm asch-Schaich | ITF $10.000 | Hartplatz | Margarita Lasarewa      | Mariam Bolkwadse Victoria Muntean          | 7:5, 6:3         |
| 12. | 8. Juli 2016       | Getxo               | ITF $10.000 | Sand      | Ioana Loredana Roșca    | Carla Lucero Jessika Ponchet               | 6:0, 6:3         |
| 13. | 7. August 2016     | Bad Saulgau         | ITF $25.000 | Sand      | Irina Maria Bara        | Nicole Geuer Anna Zaja                     | 7:5, 4:6, [10:4] |
| 14. | 11. November 2016  | Vinaròs             | ITF $10.000 | Sand      | Ioana Loredana Roșca    | Andrea Gámiz Charlotte Römer               | 6:4, 7:62        |